# Torăceni, Putila
Torăceni, întâlnit și sub forma de Torachi (în ucraineană Тораки, transliterat: Torakî și în germană Toraki sau Toraczeny) este un sat în raionul Putila din regiunea Cernăuți (Ucraina), depinzând administrativ de orășelul Putila. Are 150 locuitori, în totalitate ucraineni (huțuli).
Satul este situat la o altitudine de 636 metri, în partea de centru a raionului Putila.

## Istorie
Localitatea Torăceni a făcut parte încă de la înființare din regiunea istorică Bucovina a Principatului Moldovei. După anexarea Bucovinei de către Imperiul Habsburgic în anul 1775, localitatea Torăceni a făcut parte din Ducatul Bucovinei, guvernat de către austrieci, făcând parte din districtul Putila (în germană Putilla). 
După Unirea Bucovinei cu România la 28 noiembrie 1918, satul Torăceni a făcut parte din componența României, în Plasa Putilei a județului Rădăuți. Pe atunci, majoritatea populației era formată din ucraineni. 
Ca urmare a Pactului Ribbentrop-Molotov (1939), Bucovina de Nord a fost anexată de către URSS la 28 iunie 1940, reintrând în componența României în perioada 1941-1944. Apoi, Bucovina de Nord a fost reocupată de către URSS în anul 1944 și integrată în componența RSS Ucrainene. 
Începând din anul 1991, satul Torăceni face parte din raionul Putila al regiunii Cernăuți din cadrul Ucrainei independente. Conform recensământului din 1989, numărul locuitorilor care s-au declarat români plus moldoveni era de 1 (0+1), reprezentând 0,57% din populația localității . În prezent, satul are 150 locuitori, în totalitate ucraineni.

## Demografie
Componența lingvistică a localității Torăceni
     Ucraineană (100%)
Conform recensământului din 2001, toată populația localității Torăceni era vorbitoare de ucraineană (100%).
1989: 175 (recensământ) 
2007: 150 (estimare)

## Recensământul din 1930
Componența etnică a comunei Torăceni (județul Rădăuți)
     Huțuli (85,62%)
     Evrei (5,85%)
     Ruteni (7,76%)
     Altă etnie (0,77%)
Componența confesională a comunei Torăceni
     Ortodocși (93,38%)
     Mozaici (5,57%)
     Altă religie (1,05%)
Conform recensământului efectuat în 1930, populația comunei Torăceni se ridica la 1043 locuitori. Majoritatea locuitorilor erau huțuli (85,62%), cu o minoritate de evrei (5,85%) și una de ruteni (7,76%). Alte persoane s-au declarat: români (6 persoane), polonezi (1 persoană) și ruși (1 persoană). Din punct de vedere confesional, majoritatea locuitorilor erau ortodocși (93,38%), dar existau și mozaici (5,57%). Alte persoane s-au declarat: romano-catolici (2 persoane), greco-catolici (5 persoane) și fără religie (4 persoane).